# Randy Hultgren
Randall Mark "Randy" Hultgren, född 1 mars 1966 i Park Ridge i Illinois, är en amerikansk politiker (republikan) och jurist. Han representerade delstaten Illinois fjortonde distrikt i USA:s representanthus 2011–2019. Han satt i Illinois delstatsparlament (Illinois General Assembly) från 2007 till 2011.
Hultgren valdes in i representanthuset i valet 2010, då han besegrade den sittande demokraten Bill Foster, och omvaldes 2012.
Hultgren är svenskamerikan och ordförande för Friends of Sweden Caucus i USA:s kongress.